# 21-й горный армейский корпус (вермахт)
21-й горный армейский корпус (нем. XXI. Gebirgskorps) — создан 12 августа 1943 года.

## Боевой путь корпуса
Сформирован 12 августа 1943 года на территории Сербии и Хорватии, всю войну дислоцировался там же, воевал против партизан Народно-освободительной армии Югославии.

## Состав корпуса
В декабре 1943:
- 100-я лёгкая пехотная дивизия
- 297-я пехотная дивизия

В сентябре 1944:
- 21-я горнопехотная дивизия СС «Скандербег» (1-я албанская)
- 181-я пехотная дивизия
- 297-я пехотная дивизия

В марте 1945:
- 7-я добровольческая горнопехотная дивизия СС «Принц Евгений»
- 181-я пехотная дивизия
- 369-я пехотная дивизия (хорватская)

## Командующие корпусом
- с 25 августа 1943 — генерал артиллерии Пауль Бадер
- с 10 октября 1943 — генерал танковых войск Густав Фен
- с 20 июля 1944 — генерал пехоты Эрнст фон Лейзер
- с 29 апреля 1945 — генерал-лейтенант Хартвиг фон Людвигер